# Wake Up Little Susie
| Оценки критиков | Оценки критиков |
| Источник        | Оценка          |
| --------------- | --------------- |
| AllMusic        | Без оценки      |

«Wake Up Little Susie» — песня, наиболее известная в исполнении The Everly Brothers. Они издали её как сингл в 1957 году на лейбле Cadence Records.
В США песня поднялась на 1 место чартов Billboard Hot 100 (журнала «Билборд») и Cash Box Best Selling Records (журнала «Кэшбокс»). Также в «Билборде» она провела 7 недель на 1 месте кантри-чарта. В Великобритании сингл добрался до 2 места (в UK Singles Chart).
В США сингл был по продажам сертифицирован золотым.
В 2004 году журнал Rolling Stone поместил песню «Wake Up Little Susie» в исполнении группы The Everly Brothers на 311 место своего списка «500 величайших песен всех времён». В списке 2011 года песня находится на 318 месте.
Кроме того, песня «Wake Up Little Susie» в исполнении группы Everly Brothers входит в составленный Залом славы рок-н-ролла список 500 Songs That Shaped Rock and Roll.
Авторы песни — Фелис и Будло Брайанты.

## Чарты
Все версии
| Чарт (1957-58)                     | Наив. поз. |
| ---------------------------------- | ---------- |
| США (Billboard Honor Roll of Hits) | 1          |

Версия The Everly Brothers
| Чарт (1957-58)                             | Наив. поз. |
| ------------------------------------------ | ---------- |
| США (Billboard Best Sellers in Stores)     | 1          |
| США (Billboard C&W Best Sellers in Stores) | 1          |
| США (Billboard Most Played by Jockeys)     | 1          |
| США (Billboard Most Played C&W by Jockeys) | 1          |
| США (Billboard Most Played R&B by Jockeys) | 1          |
| США (Billboard R&B Best Sellers in Stores) | 1          |

Версия Саймона и Гарфанкела
| Чарт (1982)             | Наив. поз. |
| ----------------------- | ---------- |
| США (Billboard Hot 100) | 27         |